# Kento Masuda
Kento Masuda (増田顕人), Excelența Sa Contele Maestro Don Kento Masuda (n. Kento Masuda pe 29 iunie 1973, Katori) este pianist, compozitor japonez, producator a cărui carieră muzicală se extinde peste trei decenii.
"Maestro" din Cavalerii Ordinului Sf. Silvestru. Masuda este, de asemenea, un membru al Academiei Nationale de Arte și Științe de înregistrare (Recording Academy) și un pianist internațional, lider în Kawai.

## Biografie

### Inceputul vietii
Kento Masuda a inceput sa cante la varsta de 5 ani. Pentru ca prefera sa isi compuna propria muzica in loc sa interpreteze repertoriile clasice, Masuda a participat la diverse competitii pentru tineri muzicieni talentati. De la varsta de 10 ani, a inceput sa castige numeroase competitii precum Junior Original Competition, organizata de Yamaha Music Foundation.

### Inceputul carierei muzicale
Incepand cu anul 1990, Masuda a inceput sa isi desfasoare activitatea in calitate  de muzician angajat al YAMAHA, la varsta de 17 ani, interpretand compozitii clasice si moderne la evenimente, spectacole si in magazinul Yamaha de pe 5th Avenue din New York. Un an mai tarziu, Masuda a lansat primul sau album original “Wheel of Fortune". Intre anii 1993 si 1995, Masuda a locuit in New York unde a lucrat in domeniul productiei muzicale. Succesul sau timpuriu a pus bazele unei cariere pline de spectacole, compozitii si productie muzicala.
In aceasta perioada, Masuda a avut cateva locuri de munca si proiecte muzicale, in industria radio, industria jocurilor, industria muzicii TV/CM in Tokio. Atat muzica, cat si versurile au fost create, aranjate si interpretate de Masuda. Masuda si-a produs si propriul album original solo numit "MYOJYOW" (transcrierea pentru 明星 (myōjō), cuvantul japonez pentru "Steaua Diminetii" sau Venus) la data de 19 iunie 1998. De atunci, a folosit numele de "Kent Masuda". "MYOJYOW" a fost coordonat audio de Bobby Hata. La data de 26 octombrie 1999, Masuda a lansat "MEMORIES". Ambele albume au fost trimise in SUA, de unde Masuda a primit raspunsuri pozitive de la companii mari, precum Steve Vai ,de la Sepetys Entertainment Group din Santa Monica. CEO-ul Ruta Sepetys (care este si producator muzical) a propus ca Masuda sa isi uneasca fortele cu artistul Steve Vai, dar Masuda a ales sa ramana artist individual.

### Anii 2000
In 2000, Masuda si-a intemeiat propriul brand si propria companie de productie, Kent on Music, Inc.  (ASCAP), precum si un studio de productie si inregistrari “Externalnet” in Tokio. Al saselea album"HANDS" lansat la 26 august 2003, a fost mixat cu un producator, Tadashi Namba, si coordonat de Bobby Hata in Los Angeles, California. Masuda a folosit pseudonimul “KENT” la prima editie a acestui album. Albumul a fost promovat la MIDEM in Cannes, Franta. A intrat apoi pe piata muzicii din Europa, in special in Germania, ceea ce a dus la interviul lui Masuda cu Klassik Radio Hamburg. In plus, sponsorul programului Galerie ATTA, Ruth Atta, impreuna cu artistul Delphine Charat (care a realizat portretul lui Masuda), au aratat conexiunea dintre muzica si pictura intr-o opera de arta.
In 2005, Masuda a semnat cu JPMC Records o companie elvetiana cu sediul in New York, si a devenit membru al ASCAP. De atunci, nu a mai folosit niciun pseudonim, ci doar numele real "Kento Masuda". Al saptelea album, "GlobeSounds", a fost lansat la 13 iunie 2006 si mixat cu producatorul nominalizat la Grammy, Charles Eller si Lane Gibson. "GlobeSounds" a fost coordonat de Bobby Hata. In timpul inregistrarilor la "GlobeSounds", Ambasadorul Madeleine M. Kunin a vizitat studioul muzical al lui Eller, VT.
In 2007,  muzica lui Masuda s-a bucurat de o continua raspandire pe Myspace si Last.FM, precum si de difuzare la statiile internationale de radio.  Catalogul sau de compozitii si inregistrari a fost difuzat la MTV, NME Magazine, si BBC Music. In 2009, Masuda a creat cateva video-uri muzicale: "So We Are" "Shine On" un film documentar "Down to Earth" care descrie albumul sau “GlobeSounds” si "Musical Notation and Concrete Poetry" (in care apare autoarea Diana Macs si poetul portughez, Luís Adriano Carlos).

### Anii 2010

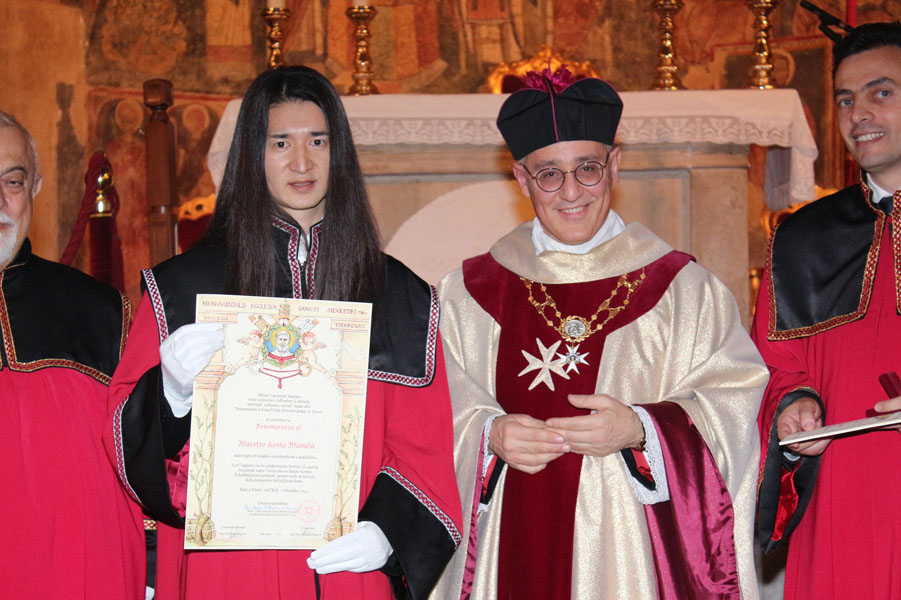
Kento Masuda cu Monseniorul Luigi Francesco Can. Casolini di Sersale

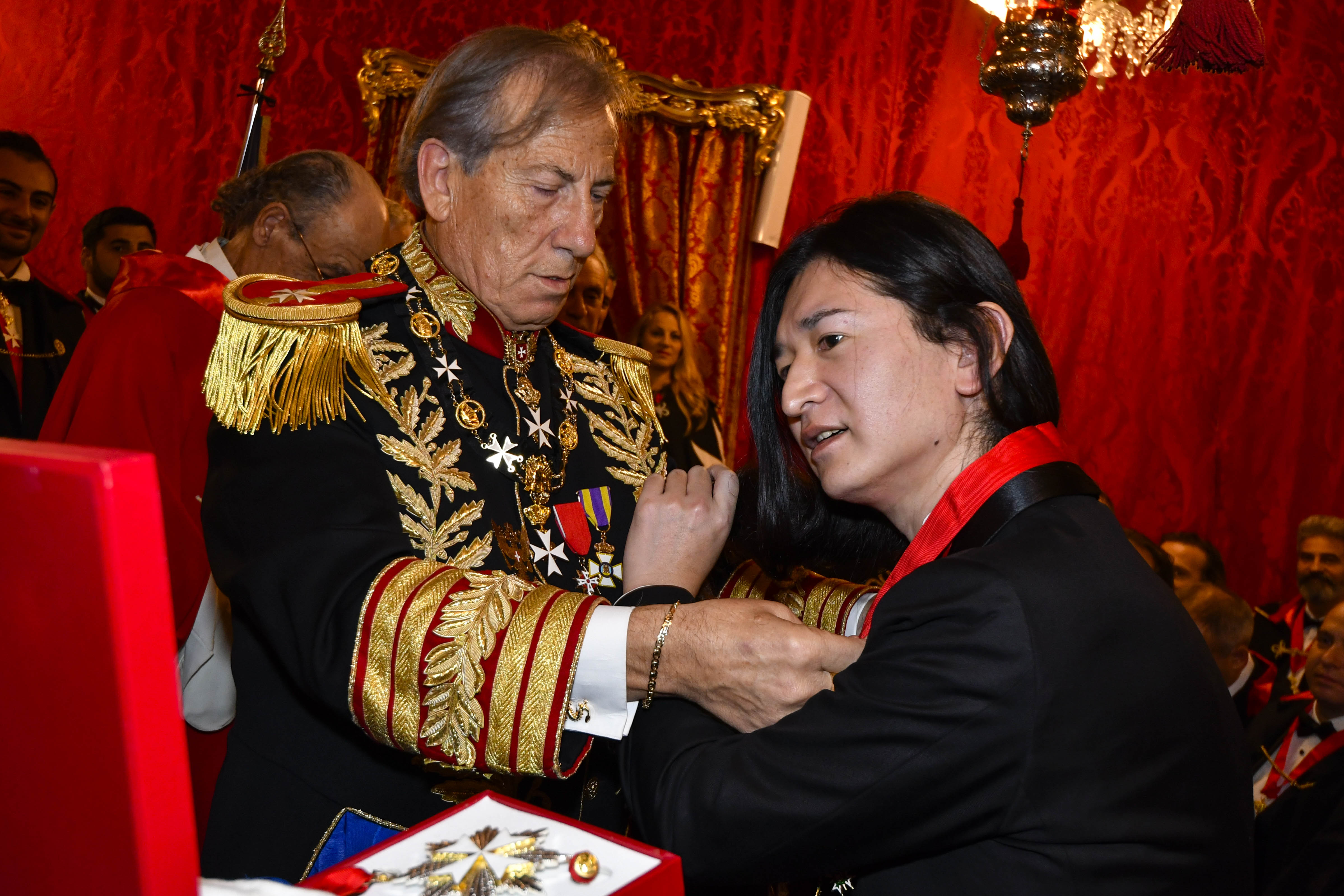
Kento Masuda cu S.A.S. Prințul Don Basilio Cali Rurikovici

Abumul numarul opt al lui Masuda, "Light Speed+" a fost lansat la 11 septembrie 2010.Compozitorul  a demonstrat stilul sau unic printr-un album in care foloseste doar sintetizatorul. Ulterior, Masuda a primit onorabila mentiune la "International Songwriting Competition" (Competitia Internationala de Creare de Melodii),categoria instrumentala, cu compozitia "Tree" (din albumul "GlobeSounds") .[13] Aceasta a fost urmata de aceeasi onorabila mentiune in 2012, la aceeasi categorie.  ottenendo una successiva menzione d'onore nel 2012 nella stessa categoria.
In 2011, Masuda a compus muzica pentru Colectia de dama, toamna-iarna 2011-2012 a designer-ului renumit Yohji Yamamoto la spectacolul de moda Paris Fashion Week unde a folosit compozitiile sale din "Hands" si "Little Tokyo Poetry". Colaborarea cu designerul Yamamoto a continuat si  la filmul creativ realizat de Masuda "Godsend Rondo" si regizat de Tomo Oya in Hokkaido. In acest film, Masuda a fost imbracat  haine din colectia Ready-to-wear a lui Yamamoto.[16] Filmul "Godsend Rondo" a fost deja difuzat si vizionat in toata lumea de peste 100,000 utilizatori YouTube si a castigat numeroase premii.
La data de 26 septembrie 2012, a fost lansat "All in the silence"primul album solo de pian (impreuna cu partiturile), urmate de doua spectacole live "Force in the Silence" si "Force in the Silence 2" ,la Musicasa Acoustic Concert Hall din Tokyo, Japonia.  Spectacolele sale au inclus compozitiile clasice care au scos in evidenta cariera sa de pana atunci, cu teme care reflecta  sentimente din viata,ganduri nespuse, dincolo de orice granite.
La data de 16 aprilie 2014, Kento Masuda a lansat al zecelea album al sau, "Loved One"produs impreuna cu multi premiatul producator,Gary Vandy.[20][21]."Loved One" a fost inregistrat in Miami,in Studioul lui Gary Vandy,castigator a 8 premii Grammy si multiple albume de platina. In "Loved One" apar si muzicienii Paul Messina (Flashpoint) si Kevin Marcus Sylvester (Black Violin) si se foloseste procesul HQCD pentru o calitate superioara a sunetului.
La data de 14 noiembrie 2014, Masuda, impreuna cu artistul/compozitorul japonez Hiroko Tsuji, harpistul italian Fabius Constable (Celtic Harp Orchestra), soprana Donatella Bortone si cantaretul de lauta libanez si arab Ghazi Makhoul, au cantat in concertul multi-cultural "5 ELEMENTS LIVE" de la CASA DEI DIRITTI din Milano, Italia. Acest eveniment muzical unic a unit muzica si vocile din est si din vest. 
La 6 decembrie 2014, Masuda a sustinut un concert in Italia, la "Associazione dei Cavalieri di San Silvestro",Tivoli, Italia. 
La 8 februarie 2015, Kento Masuda a participat la a 57-a ceremonie GRAMMY Awards  din Los Angeles unde a avut patru inscrieri oficiale pentru acel an la GRAMMY, din albumul sau cel mai recent, "Loved One".  2015 a continuat sa fie un an de reper pentru Masuda, fiind nominalizat la Hollywood Music, Premiile Media, cu compozitia sa "Tree ".  De asemenea a primit si recunoasterea mondiala la Global Music castigand medalia de argint pentru "Addicted" (cu Paul Messina) din albumul  "Loved One" (2014).
La 5 iulie 2017, Kento Masuda a primit premiul pentru“Muzica si Actiuni Umanitare” la Natiunile Unite (Summit-ul si Concertul Mondial de Toleranta si Pace) Hamptons, din NYC. Aceas premiu are la baza angajamentul sau constant in proiecte umanitare prin care promoveaza diversitatea culturala si pacea mondiala. Acest grup face parte din "Noua Generatie in Actiune", o organizatie sprijinita de Natiunile Unite cu Statutul Special Consultativ .
În 2018, Kento Masuda a compus la cerere o piesă clasică,un mars pentru o Casa  Regala.De asemena, Masuda a primit și titlul de Conte al dinastiei Rurik în 2016.
Masuda a participat la cea de-a 61-a ediție a Premiilor Anuale Grammy alături de interpreta suedeza Elsa Andrén, în data de 10 februarie 2019.
Pe 11 mai, Kento Masuda a sustinut un concert de gală in fata reprezentantilor aristocratiei si a uficialitatilor,la evenimentul Asociatiei Cavalerilor Sf. Sylvester,la Hotelul St. Regis ,Roma. In acest concert ,maestrul Masuda a folosit un pian construit in intregime din cristal ,care poarta si semnatura sa.Pianul a fost realizat de catre firma KAWAI, Piano CR-1M. Acest pian rar este limitat la doar cinci piese in lume și are o valoare de 1 milion de euro .

### Anii 2020
Pe 21 decembrie 2021, Kento Masuda a lansat cel de-al 11-lea album „KENTOVERSE”, in colaborare cu Gary Vandy. Pentru acest album a fost utilizat FLAC (cum ar fi procesul pe 24 de biți 96 kHz pentru o calitate superioară a sunetului). Fiecare compoziție transmite emoții unice,intr- o matrice de ritm și tonuri. Printre compozitiile acestui album se numără tema compozițională a Marelui Arhitect al Universului si  marșul regal pentru Casa Rurikovici, unde Masuda a fost și el onorat cu titlul de Conte. Intregul album exprima puritate,frumusete intr-un stil eclectic ce poarta inconfundabila semnatura creativa a maestrului. 
Pe 25 decembrie 2022, Masuda a acceptat o invitație de a sustine un concert de piano solo la ceremonia de deschidere a noilor instituții publice din orașul Katori, Japonia.Dimineața, după ceremonia oficiala de deschidere, Masuda interpretat in fata membrilor Camerei Reprezentanților Japoniei. Dupa amiaza, timp de o ora,a încântat publicul cu o selecție a compozițiilor sale pentru pian.
Pe lângă alte colaborări și spectacole muzicale, Kento Masuda a încheiat un parteneriat de colaborare cu Fundația Europeană pentru Sprijinul Culturii în Europa. Ca parte a acestei colaborări, el va susține o serie de spectacole live cu compoziții de pe acest ultim album, Kentoverse.

## Stil si influente

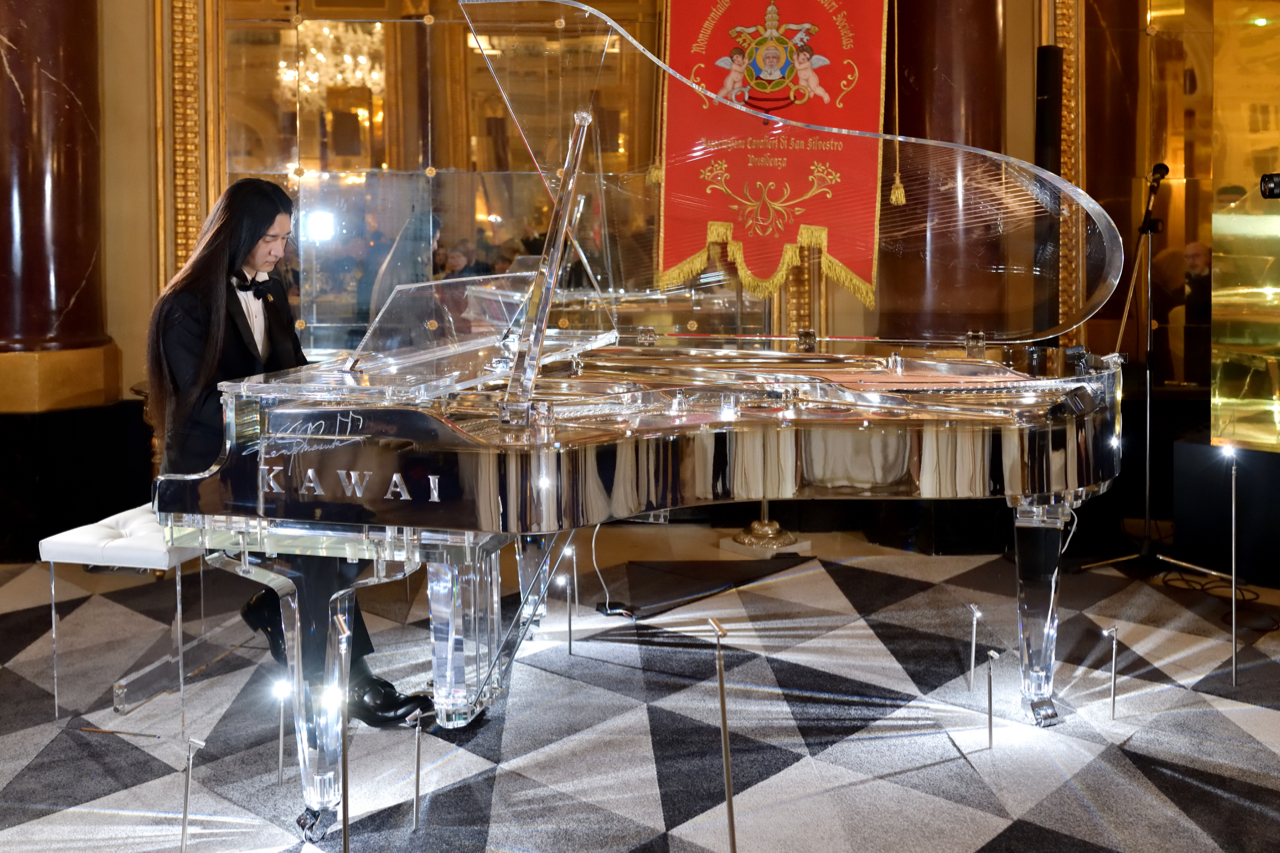
Kento Masuda isi desfasoara modelul de semnatura KAWAI CR-1M

Stilul de compozitie al lui Masuda este caracterizat prin linii complexe,melodice, ritmuri de percutie adanci si nivele de ritm si sunet care aduc ascultatorul intr-o noua lume cu fiecare nota. In interviul sau, Masuda spune ca a fost influentat de Johann Sebastian Bach; "Teoria sa muzicala a avut un imact major asupra tuturor, chiar si astazi” si de catre Alan Menken; "Muzica din filmele Disney are atata magie in ea si promite mereu un final fericit".

## Onoruri
1. · 2014 Titlu "Cavaler" și Maestro. Onorat de Monsignor Luigi Casolini, acordat Cavalerilor din Ordinul Sfântului Silvester Pope. [49][50][51] 
 · 2016 Titlul „Cavalerul”. Onorat de S.A.S. Prințul Don Basilio Cali Rurikovici, acordat Ordinului Cavalerilor de Malta.[52][53]
 · 2016 Titlul „Cavalerul Comandant”. Onorat de H.R. & I.H. Marele Prinț Jorge Rurikovich, acordat Ordinului dinastiei Rurik.[54][55][53]
 · 2017 Titlu "Commendatore". Onorat de Don. Michele Maria Biallo, însărcinată cu Ordinul Noble al Sfântului Gheorghe din Rougemont (Confrèrie de Rougemont). [10]
 · 2017 Onorat de Artisan World Festival Peace International Initiative, acordat premiului pentru muzică, performanță și umanitar.[53]
· 2018 Titlu "Marea Cruce". Onorat de guvernul brazilian, acordat Ordinului de merit al educației și integrării.[56][10][57] 
 · 2018 Titlu "Cavaler". Onorat de Don. Basilio Cali, însărcinată cu Ordinul Suveran al Cavalerilor de Malta[52]
 · 2019 Titlu "Conte". Onorat de H.I. & R.H. Marele Print Hans Máximo Cabrera Lochaber Rurikovich, desemnat pentru Dinastia Rurik  Arhivat în 12 iulie 2018, la Wayback Machine.
 · 2019 Titlul „Comandant”. Onorat de Instituția Heraldică Suverană, acordat heraldicii braziliene Ordinul Universal al Păcii.[58][53] 
 · 2020 Medalie de aur de către Institutul Umanist al Consiliului Național din Paris, Franța.[53] 
 · 2020 Onorat de Organizația Mondială pentru Drepturile Omului (Afiliat Națiunilor Unite), acordat certificatului de apreciere.[53]
 · 2022 Titlu ghanez „Nobil Knight” Oheneba Nana Kame Obeng II, acordat Casei Regale Sefvi Obeng-Mim.[53]

## Discografie

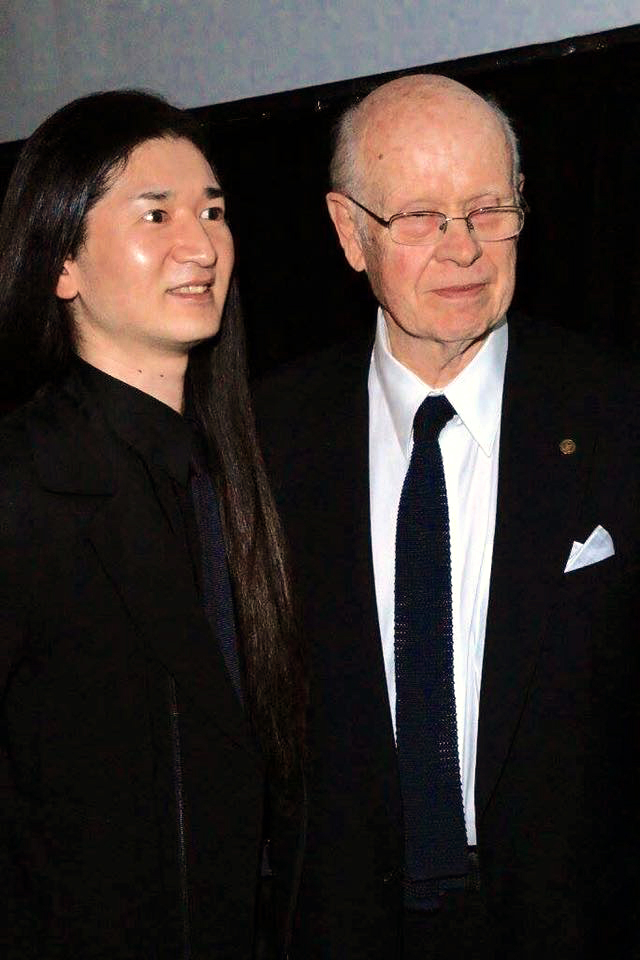
Kento Masuda cu Claes Nobel

### Albume în studio
| Număr | Titlu              | Data de lansare     |
| ----- | ------------------ | ------------------- |
| 1     | Wheel of Fortune   | 24. Decembrie 1992  |
| 2     | Fouren             | 14. Februarie 1995  |
| 3     | MYOJYOW            | 19. Iunie 1998      |
| 4     | Fouren             | 26. Octombrie 1999  |
| 5     | Music Magic        | 18. Octombrie 2000  |
| 6     | HANDS              | 26. August 2003     |
| 7     | GlobeSounds        | 13. Iunie 2006      |
| 8     | Light Speed +      | 11. Septembrie 2010 |
| 9     | All in the Silence | 26. Septembrie 2012 |
| 10    | Loved One          | 16. Aprilie 2014    |
| 11    | KENTOVERSE         | 21. Decembrie 2021  |

### Filme de muzică
| Număr | titlu         | Data de lansare    |
| ----- | ------------- | ------------------ |
| 1     | Godsend Rondo | 11. Noiembrie 2011 |

### Cartea de pian
|     | titlu                     | Data de lansare    |
| 1st | Hands : solo piano (2003) | 2003               |
| 2nd | All in the Silence (2012) | 26 septembrie 2012 |

## Premii și nominalizări
| An   | Adjudecare                             | Lucrări nominalizate  | Categorie                             | Rezultat     |
| ---- | -------------------------------------- | --------------------- | ------------------------------------- | ------------ |
| 2010 | International Songwriting Competition  | "Tree"                | Instrumental                          | Câștigat     |
| 2012 | International Songwriting Competition  | "Externalnet"         | Instrumental                          | Nominalizare |
| 2012 | International Songwriting Competition  | "Tree"                | Instrumental                          | Câștigat     |
| 2013 | International Songwriting Competition  | "Tree"                | Instrumental                          | Nominalizare |
| 2014 | International Songwriting Competition  | "Oath Path"           | Instrumental                          | Câștigat     |
| 2014 | International Songwriting Competition  | "Addicted"            | Instrumental                          | Nominalizare |
| 2014 | International Songwriting Competition  | "Tree"                | Instrumental                          | Nominalizare |
| 2015 | Hollywood Music in Media Awards        | "Tree"                | World                                 | Nominalizare |
| 2015 | Global Music Awards                    | "Addicted"            | Composition                           | Câștigat     |
| 2015 | Global Music Awards                    | "Loved One"           | Album                                 | Câștigat     |
| 2016 | American Songwriting Awards            | "Oath Path"           | Instrumental                          | Nominalizare |
| 2016 | American Songwriting Awards            | "Tree"                | World                                 | Nominalizare |
| 2016 | Hollywood Music in Media Awards        | "Addicted"            | Jazz                                  | Nominalizare |
| 2016 | Akademia Music Awards                  | "Loved One"           | Instrumental                          | Câștigat     |
| 2017 | Accolade Global Film Competition       | "Godsend Rondo"       | Arts / Cultural / Performance / Plays | Câștigat     |
| 2017 | Best Shorts Competition                | "Godsend Rondo"       | Arts / Cultural / Performance / Plays | Câștigat     |
| 2017 | Los Angeles Film Awards                | "Godsend Rondo"       | Music Video                           | Câștigat     |
| 2017 | Festigious International Film Festival | "Godsend Rondo"       | Music Video                           | Câștigat     |
| 2017 | Top Shorts Film Festival               | "Godsend Rondo"       | Music Video                           | Câștigat     |
| 2017 | New York Film Awards                   | "Godsend Rondo"       | Music Video                           | Câștigat     |
| 2017 | Hollywood Music in Media Awards        | “Little Tokyo Poetry” | Instrumental                          | Nominalizare |
| 2017 | Actors Awards Los Angeles              | "Godsend Rondo"       | Music Video                           | Câștigat     |
| 2022 | Song of the Year                       | “Addicted"            | Instrumental                          | Câștigat     |

## Viata personala
Kento Masuda este căsătorit cu Ana Alina Masuda. Căsătoria lor oficială a avut loc pe 28 octombrie 2022 în Japonia. Evenimentul a fost găzduit de domnul Seiichi Sugasawa, unchiul lui Kento Masuda și proprietarul Marumiya. Ceremonia de nuntă va avea loc în Ajunul Crăciunului 2023 la Biserica Sf. Francisc din Chiba, iar recepția va avea loc la Hotelul Nikko Narita, care este situat lângă Aeroportul Internațional Narita (NRT).
Povestea de dragoste a lui Kento Masuda și a Anei Alina Masuda a început în toamna lui 2020. Kento Masuda, reflectând la prima lor întâlnire, a descris-o ca „o întâlnire a sufletelor care se căutau unul pe altul și se așteptau de mult timp”. Legătura lor, după cum a clarificat el, este înrădăcinată în „rudenia și empatia simțite de firele subțiri ale sufletului”.
Povestea lor a căpătat o semnificație suplimentară pe fondul pandemiei globale de COVID-19, cuplul descriind relația lor drept „o viață virtuală împreună care a traversat distanța geografică dintre Japonia și Europa”. Pe măsură ce granițele internaționale au început să se redeschidă, Ana Alina Masuda a luat primul zbor internațional din Europa către Japonia. La doar șase zile după sosirea ei în Japonia, cuplul a făcut schimb de jurăminte, reafirmându-și angajamentul profund unul față de celălalt.
În conformitate cu legislația națională italiană, Ana Alina Masuda a primit titlul de Alteța Sa Contesa Ana Alina Masuda la încheierea unei căsătorii internaționale cu Kento Masuda în Japonia.